# Věrovany
Věrovany (en allemand : Mirwans) (Version allemande du nom)[réf. nécessaire] est une commune du district et de la région d'Olomouc, en Tchéquie. Sa population s'élevait à 1 425 habitants en 2023.

## Géographie
Věrovany est arrosée par la Morava et se trouve à 11,8 km à l'ouest de Přerov, à 12,7 km à l'est de Prostějov, à 15 km au sud d'Olomouc, à 57,5 km au nord-est de Brno et à 217 km à l'est-sud-est de Prague.

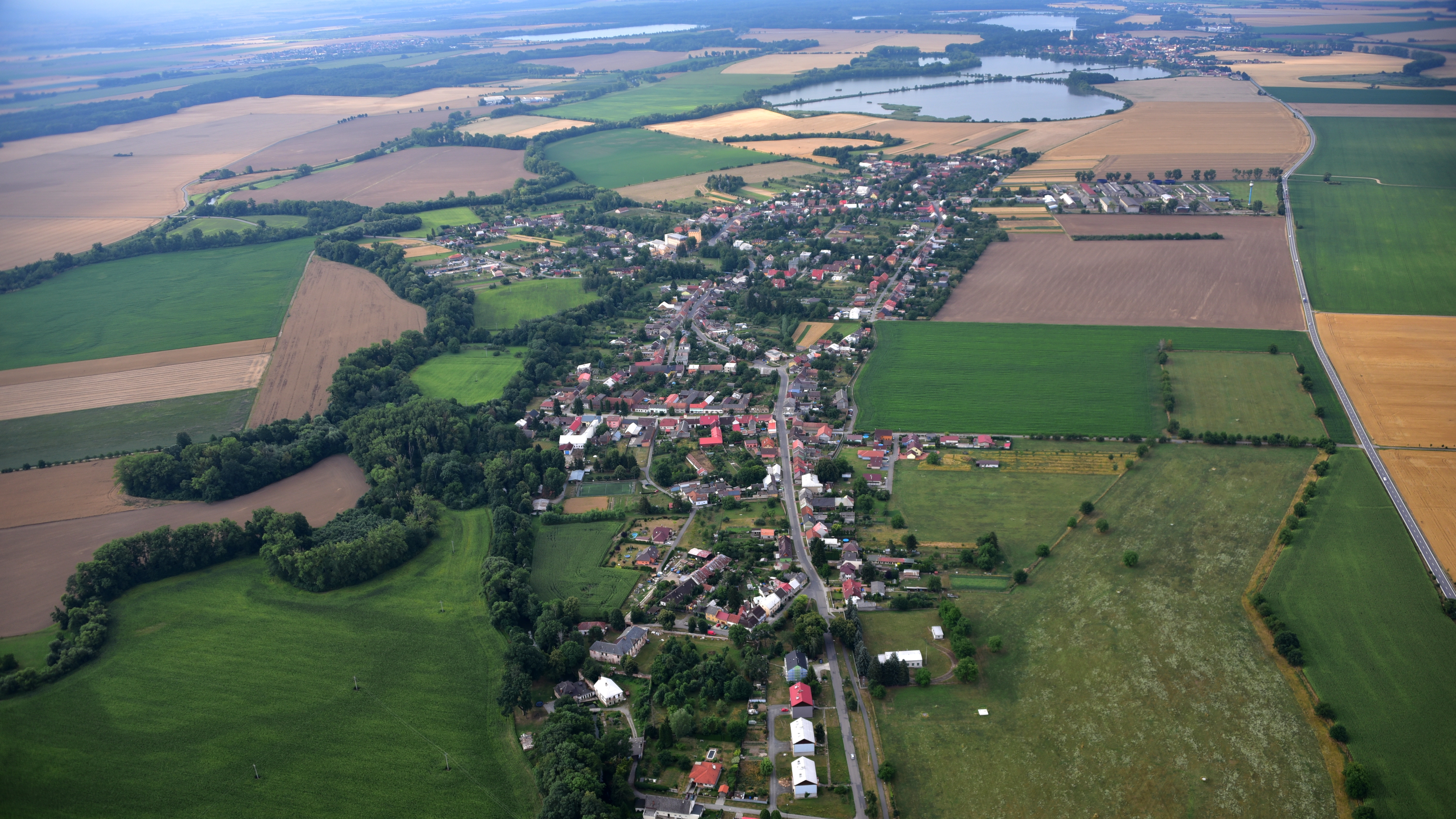
Vue aérienne de Věrovany.

La commune est limitée par Dub nad Moravou au nord, par Citov et Troubky à l'est, par Tovačov au sud, et par Klopotovice et Biskupice à l'ouest.

## Histoire
La première mention écrite de la localité date de 1131.

## Galerie

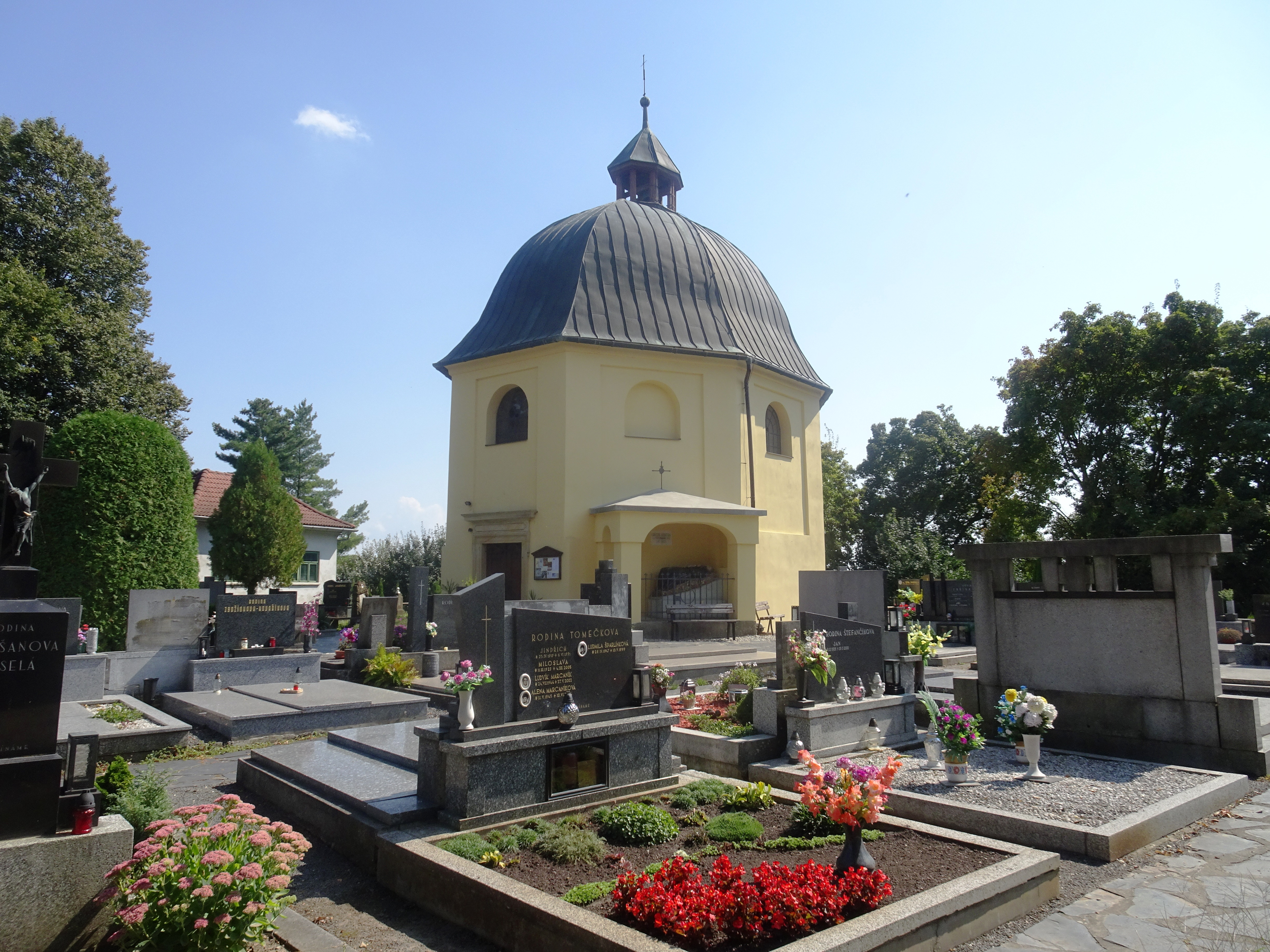
Chapelle Saint-François-Xavier.
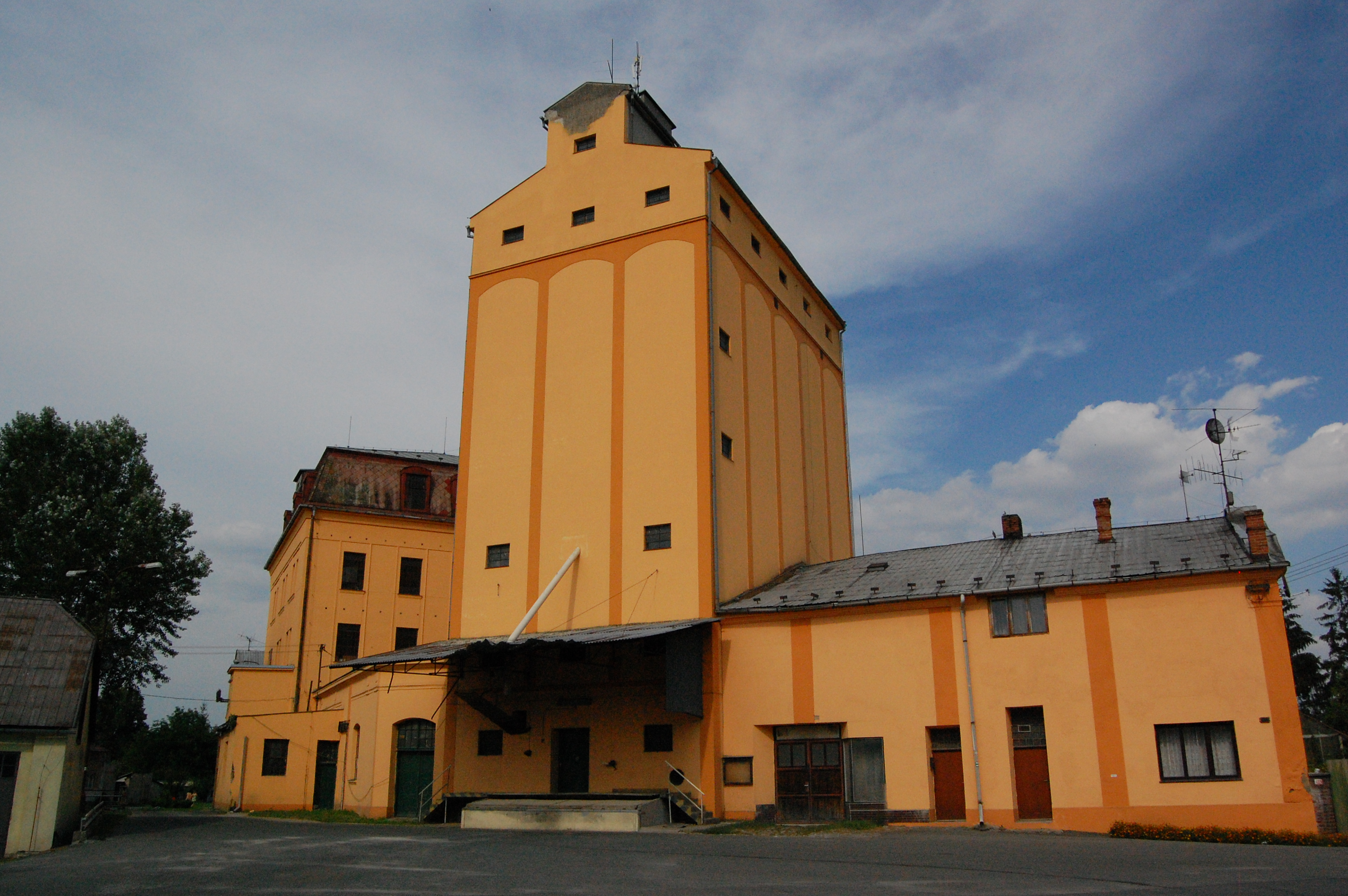
Minoterie de Věrovanech.

## Transports
Par la route, Věrovany se trouve à 13,5 km de Přerov, à 16 km de Prostějov, à 17 km d'Olomouc, à 73 km de Brno et à 276 km de Prague.

## Administration
La commune se compose de trois sections :
- Nenakonice
- Rakodavy
- Věrovany